# Seattle Sounders FC
El Seattle Sounders FC és un club de futbol professional de la ciutat de Seattle (Estat de Washington, Estats Units), equip de la Major League Soccer des del 2009. L'equip juga amb samarreta verda i pantalons blaus. Actualment la seva seu és l'estadi CenturyLink Field, l'estadi dels Seattle Seahawks de l'NFL. L'estadi és reconvertible en estadi específic de futbol amb uns 45.000 espectadors i que en el seu primer any va batre el rècord d'assistència en un estadi de la Major League Soccer amb plens a cada partit. Els Seattle Sounders FC tenen una llarga rivalitat amb els Portland Timbers, la qual es remunta a l'any 1975, quan tots dos clubs jugaven a la North American Soccer League. Des de llavors és la rivalitat més gran i més intensa del futbol nord-americà. Vancouver Whitecaps, l'altre club de la regió del nord-oest de l'MLS, també competeix juntament amb els Portland Timbers i els Seattle Sounders FC a la "Copa Cascadia", copa que determina el millor equip del nord-oest de l'Amèrica del Nord.

## Història

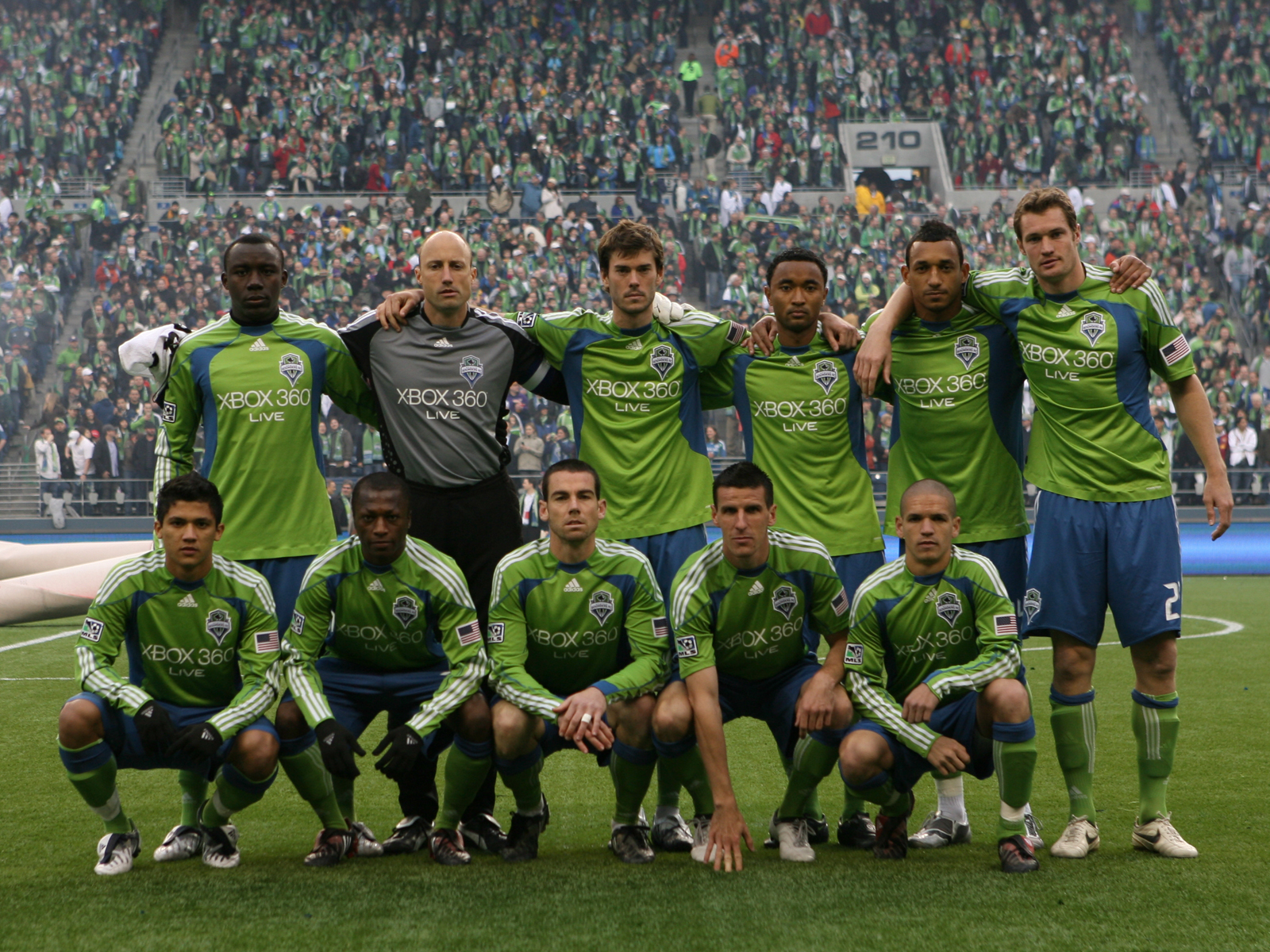
Seattle Sounders el 2009

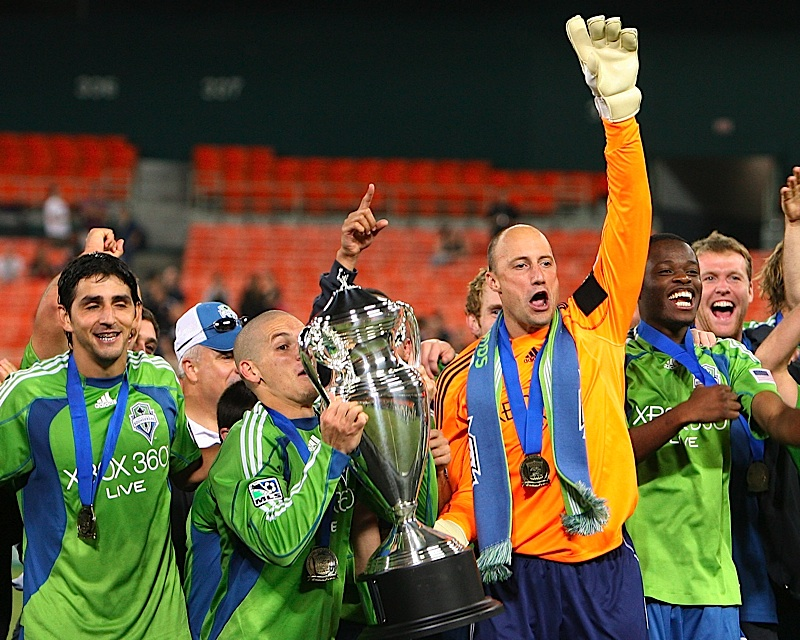
Jugadors celebrant la victòria després de guanyar la US Open Cup el 2009

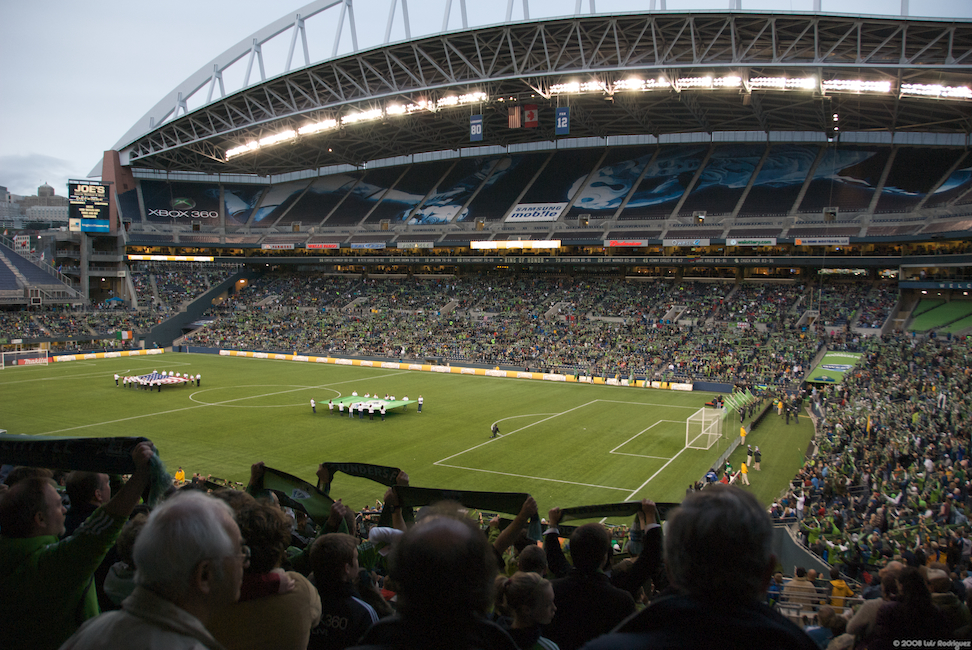
El CenturyLink Field durant un partit dels Seattle Sounders

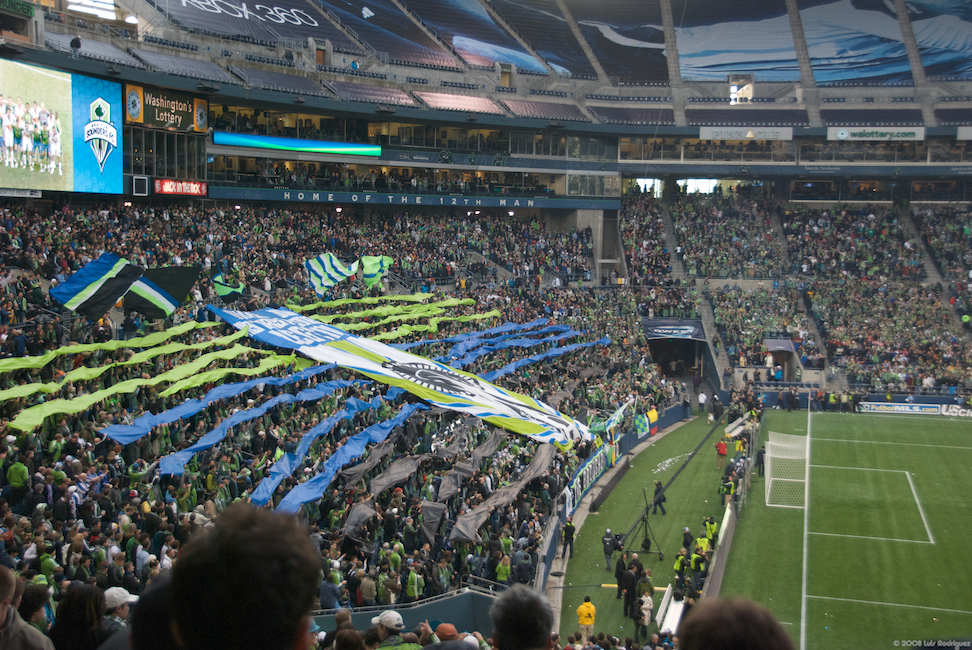
Seguidors del grup Emerald City Supporters abans del partit inaugural de l'equip

Els Seattle Sounders FC van començar a competir a l'MLS el 2009, tot i que es pot considerar hereu de diversos clubs del mateix nom que competiren a altres lligues dels Estats Units, Seattle Sounders de la North American Soccer League de 1974 a 1983 i el Seattle Sounders de la USL des de 1994 a 2008.
Durant els seus primers tres anys d'història, el 2009, 2010 i 2011, l'equip va aconseguir guanyar la US Open Cup. El 2014 el club va guanyar el seu primer Escut dels seguidors de l'MLS de la seva història, quedant campió de la lliga regular. El 2016 l'equip va guanyar la seva primera Copa MLS de la seva història després de guanyar al Toronto FC per 5-4 als penals després d'empatar 0-0 a la final.

## Palmarès

### Competicions Internacionals
- Lliga de Campions de la CONCACAF (1) : 2022

### Competicions nacionals
- Copa MLS (2): 2016, 2019
- Escut dels seguidors de l'MLS (1): 2014
- US Open Cup (4): 2009, 2010, 2011, 2014

### Competicions amistoses
- Cascadia Cup (1): 2011
- Heritage Cup (2): 2010, 2011